# Olga Strusková
Olga Strusková (* 28. června 1950 Valašské Meziříčí) je česká publicistka, scenáristka a překladatelka, která se specializuje na propagaci japonského dramatického umění v českém prostředí. Zároveň je aktivní v projektech zaměřených na osoby se zdravotním postižením. Toto téma připomíná jak ve svém díle, tak v pravidelných komponovaných pořadech Zůstaň nad věcí s mladými talentovanými lidmi se zdravotním postižením. Aktivně se podílí na organizaci Světového dne Downova syndromu, které se od roku 2012 koná pod záštitou Organizace spojených národů a během kterého jsou mj. nasvíceny významné budovy modrým světlem.

## Životopis
Vystudovala filologii na Filozofické fakultě Univerzity Karlovy v Praze a poté moderní literaturu a umění na Londýnské univerzitě. Vytvořila šedesát filmových dokumentů a podílela se na vzniku čtyř česko-japonských hraných koprodukcí. Je autorkou knížky o architektu J. Letzelovi Dopisy z Japonska, spoluautorkou memoárů o Franku Towenovi Můj život s tancem. V roce 1998 přeložila pro Albatros knihu izraelské spisovatelky Navy Semel Učila jsem se létat. O rok později jí vyšla knížka Děti z planety D.S. (o dětech s Downovým syndromem). Je také spoluautorkou knihy Metoda Ludmily Mojžíšové a autorkou knihy Jak úspěšně (ne)stárnout.
Kromě toho působí také jako divadelní režisérka. V jejích inscenacích často hrají osoby se zdravotním postižením. V poslední době zaznamenala úspěch s divadelním představení Z deníku hraběnky M., které bylo napsáno „na tělo“ herečky Zory Jandové. Zpracovává příběh Japonky Mitsuko, která byla manželkou posledního majitele zámku v Poběžovicích. Popisuje rozdílnost evropské a asijské kultury.
V roce 1987 získala zvláštní cenu na Mezinárodním filmovém festivalu v Tokiu (Ruka světu podaná), v roce 1989 obdržela cenu za nejlepší drama roku, cenu za nejlepší scénář, zvláštní cenu festivalu v Banffu a Suchumi (Duhová vesnice). V roce 1990 získala jako první zahraniční autor cenu japonské kulturní nadace Hoso Bunka Foundation, v roce 1999 1. cenu Vládního výboru pro zdravotně postižené občany (Život mi dal za uši), o rok později cenu za nejlepší krátký film Přežili jsme, promiňte...
Problematikou osob se zdravotním postižením se zabývá od roku 1994, a to jak ve své televizní tvorbě. Dokumenty K integraci přes legraci a Život mi dal za uši získaly 3. a 1. cenu Vládního výboru pro zdravotně postižené občany.
Je aktivní ve Spolku pro realizaci pomníku dětským obětem války, v Česko-japonské společnosti nebo v organizaci FITES.